# Raphael Coxie

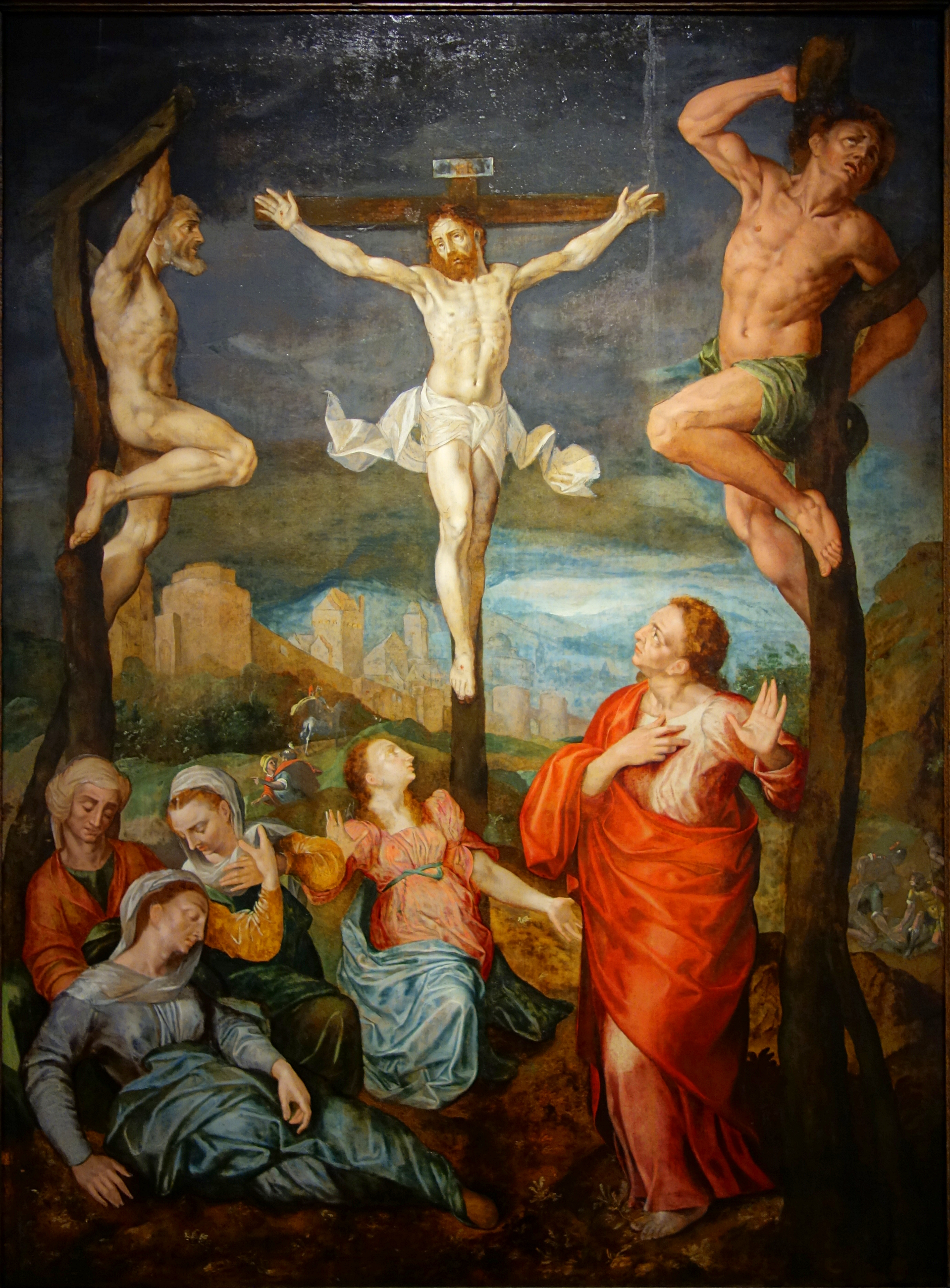
Crocefissione, attribuita a Raphael Coxie o Gillis Mostaert I

Raphael Coxie noto anche come Raphael Coxcie, Raphael van Coxcie, Raphael van Coxcie o Raphael de Coxcie (Malines, 1540 circa – Bruxelles, 1616) è stato un pittore fiammingo del Rinascimento fiammingo-olandese, noto particolarmente per i ritratti e la pittura storica.

## Biografia
I dettagli sulla sua vita e la carriera di artista sono approssimativi. È stato riscoperto come artista distintivo solo nel XIX secolo, poiché in precedenza si credeva che Raphael Coxie fosse un altro nome di Michael Coxcie, uno dei principali pittori fiamminghi del Rinascimento conosciuto ai suoi tempi come il fiammingo Raphael. Si presume che Raphael Coxie sia nato a Mechelen come figlio maggiore di Michael Coxcie, avuto dalla prima moglie Ida van Hasselt. La sua nascita fu probabilmente tra il 1539, anno del ritorno del padre dall'Italia, e il 1543, anno in cui suo padre fu registrato a Bruxelles nella Corporazione di San Luca e dichiarò di avere un figlio di nome Raphael. Si dice che Raphael Coxie abbia ricevuto il nome a causa dell'ammirazione di suo padre per il pittore italiano conosciuto con quel nome di Raffaello. Era il fratello maggiore di Anna e Willem e fratellastro di  Michiel il Giovane. Anna era scultrice e in seguito divenne suora mentre Willem e Michiel il Giovane erano pittori.
Fu allievo di suo padre e divenne maestro a Mechelen, Corporazione di San Luca, nel 1562. È documentato come residente a Mechelen fino all'inizio del 1580. La sua prima moglie, Jeanne van Bekercke, fu sepolta a Mechelen nel 1577 ed egli si risposò con Elisabetta Cauthal, che morì anch'essa. Si trasferì ad Anversa tra il 1581 e il 1585, dove divenne maestro nella locale Corporazione di San Luca nel 1585. A quel tempo si era sposato una terza volta. La sua ultima moglie fu Anna Jonghelinck e un loro figlio fu battezzato ad Anversa il 20 gennaio 1585.

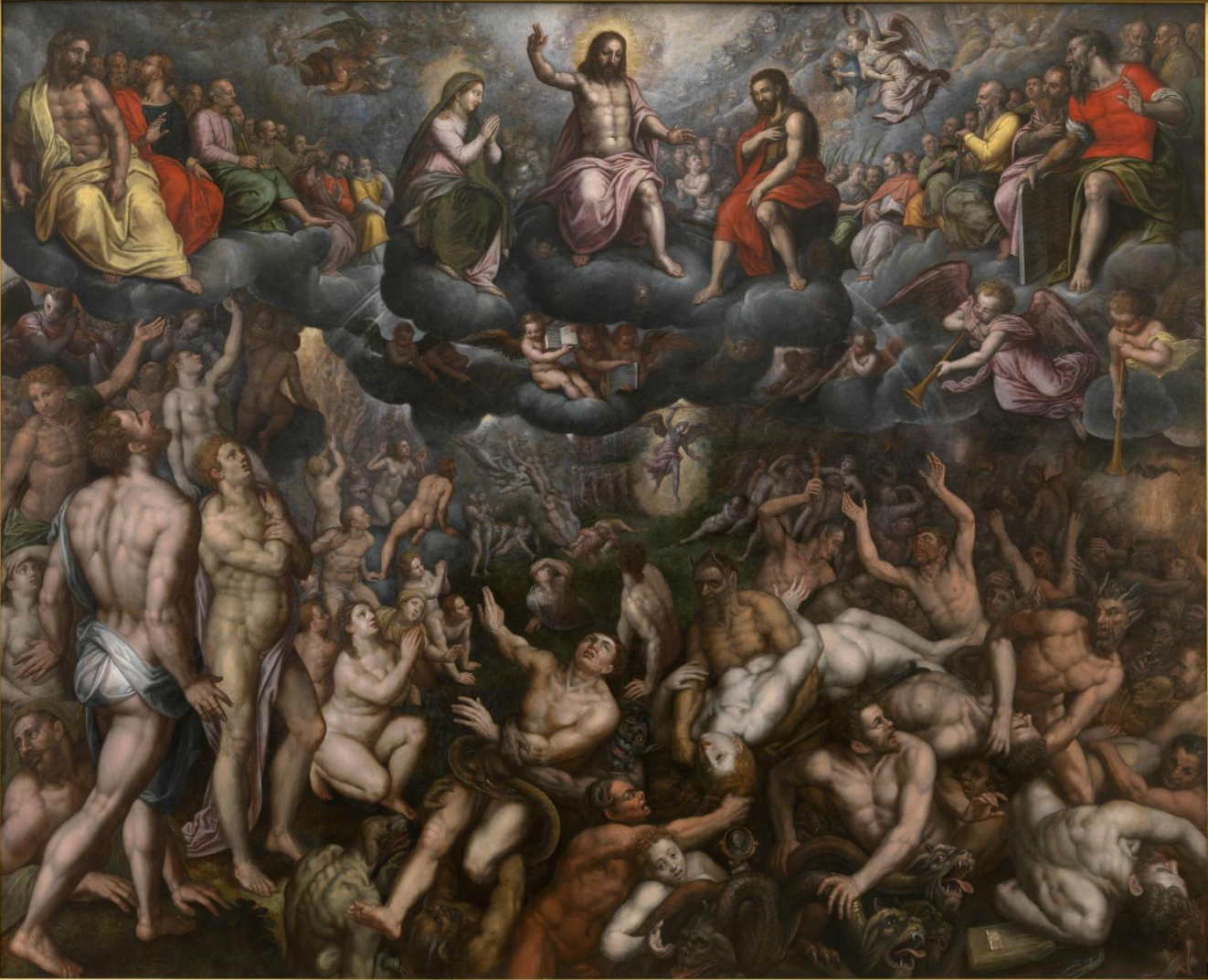
Il Giudizio universale

Raphael era un appassionato giardiniere e amico del botanico fiammingo Carolus Clusius al quale inviava disegni di fiori, che Clusius usava nelle sue pubblicazioni scientifiche.  Dopo la Caduta di Anversa, nel 1585, gli fu commissionata una pala d'altare della Vergine Maria per l'altare della Confraternita di Nostra Signora nella Cattedrale di Anversa. Eseguì il dipinto in collaborazione con Hans Vredeman de Vries, che disegnò gli elementi architettonici della composizione.
Fu attivo dal 1586 a Bruxelles, dove divenne un maestro della corporazione locale dei pittori nel 1605. Nel periodo tra il 1588 e il 1589, trascorse un periodo a Gand per una commissione importante di un dipinto del Giudizio Universale da inserire nella sala dell'aldermanno della città. Il dipinto era stato ordinato dal magistrato cittadino locale per sostituire un pannello di Cornelis van der Goes che era scomparso dopo la furia iconoclasta del Beeldenstorm. La ricompensa per il lavoro non era stata concordata in anticipo e quando i consiglieri di Gand si offrirono di pagare un importo di 1.000 fiorini, Coxie fece valere una clausola nel contratto per far valutare il dipinto da maestri o altre persone ben informate su questi argomenti. Agli artisti Maarten de Vos, Ambrosius Francken I, Gillis Mostaert e Bernaert de Rijckere è stato chiesto di valutare il dipinto e hanno attribuito il valore a circa 1.400 fiorini. Gli assessori pagarono l'importo di 1.400 fiorini, ma poi sorse un conflitto per la restituzione della quota anticipata ricevuta da Coxie. Ciò portò a un procedimento giudiziario che venne deciso dal Consiglio delle Fiandre a favore di Coxie sette anni dopo.
Mentre era a Gand, Coxie dipinse anche una Resurrezione di Cristo per i monaci dell'Abbazia di Drongen, che donò in segno di gratitudine per la loro ospitalità. Coxie ricevette una somma annuale di 50 fiorini, dalla città di Bruxelles, in cambio di mettere a disposizione i suoi talenti ai produttori di arazzi della città. Nel 1597 risulta autore, in collaborazione con Gilbert van Veen, di diversi ritratti commissionati da Filippo II di Spagna. C'è incertezza sul fatto che Coxie sia stato nominato pittore di corte da Filippo II di Spagna. Alcuni autori collocano la data di tale nomina durante il soggiorno di Coxie a Mechelen, mentre altri lo datano al periodo successivo al suo trasferimento a Bruxelles nel 1586.
Coxie si sposò tre Volte ed ebbe quattro figli, nessuno dei quali seguì la sua professione. Morì a Bruxelles nel 1596.
Tra I suoi allievi vi furono Jacob van der Gracht, Andries van Baesrode (I) e Jacob van der Heyden. Secondo il primo biografo fiammingo, Cornelis de Bie, Gaspar de Crayer fece il suo apprendistato presso di lui. Potrebbe aver insegnato la pittura al suo fratellastro Michiel il Giovane e a suo nipote Michiel III.

## Opere

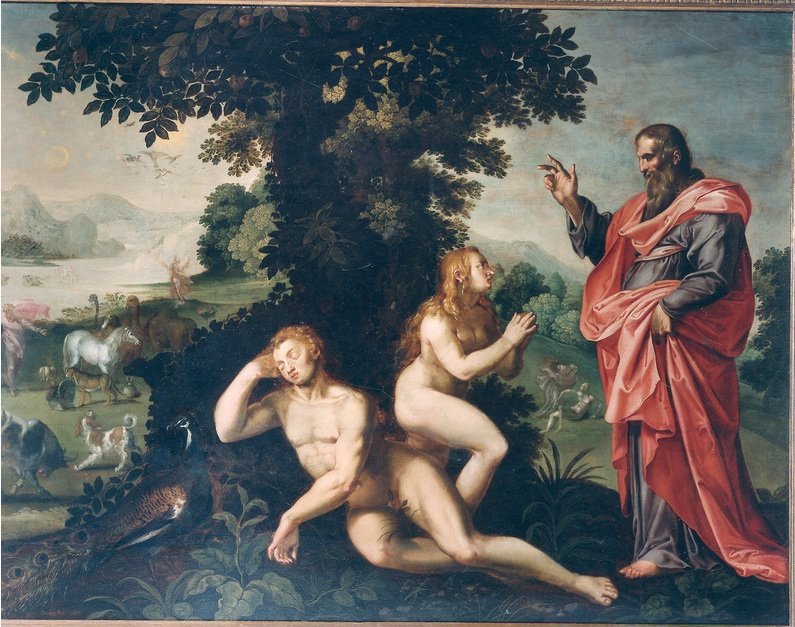
La creazione di Eva

Le sue opere sono dipinte nello stile italiano che suo padre aveva introdotto nelle Fiandre dopo il suo ritorno da un periodo di studio in Italia. Poiché il suo stile era vicino a quello di suo padre, un certo numero di sue opere sono state attribuite in passato a suo padre. Rimase fedele a questo stile anche mentre stava emergendo il nuovo movimento barocco. Al momento solo alcuni dipinti sono stati attribuiti a lui. Anche se è noto che ha completato le commissioni per i ritratti, nessun ritratto è attualmente attribuito a Coxie.
L'unico lavoro che può essere attribuito a lui con certezza è il Giudizio Universale che dipinse nel periodo 1588-89 per il magistrato della città di Gand. Si trova ora nel  Museo di belle arti di Gand. La composizione del dipinto è abbastanza tradizionale. Cristo è seduto su una nuvola e circondato da santi e angeli. A sinistra i benedetti si inginocchiano mentre a destra i dannati vengono trascinati all'inferno da satiri e mostri. Il dipinto incorpora una figura accovacciata ispirata alla statua di Afrodite accovacciata del famoso scultore greco Doidalsa. I nudi a grandezza naturale nella parte in basso a sinistra del pannello ricordano Michelangelo, mentre la parte superiore che rappresenta il paradiso richiama alla mente l'opera di Raffaello.
Il Bonnefantenmuseum di Maastricht detiene una Crocefissione che è stato tentato di attribuire a Raphael Coxie o a Gillis Mostaert.  Un dipinto rappresentante Riposo durante la fuga in Egitto è stato a lui attribuito. Un dipinto della Creazione di Eva fu venduto a Bernaerts, Anversa, il 30 marzo 1998. La composizione era probabilmente basata su un'incisione fatta da Cornelis Cort da un dipinto di Taddeo Zuccari di pari soggetto.